# Twistvlietbrug
De Twistvlietbrug is een tuibrug in de Overijsselse plaats Zwolle over het Zwarte Water.
De brug is alleen toegankelijk voor voetgangers, fietsers, stadsbussen, taxi's en voorrangsvoertuigen. De betonnen Twistvlietbrug is 195 meter lang en verbindt de woonwijken Holtenbroek en Stadshagen met elkaar. De brug werd in 1999 in gebruik genomen.
Het markante driehoekige rode gebouw rechts op de foto is het centrale brugbedieningscentrum van Zwolle. Naast de Twistvlietbrug worden vanaf daar ook de Mastenbroekerbrug, Holtenbroekerbrug, Hofvlietbrug en vanaf april 2007 ook de Zwartewaterbrug in Hasselt bediend.
Aan de leuning van de brug bevindt zich een plaquette ter herinnering aan de bemanningsleden van een Lancaster PM-D 722, die op 21 mei 1944 vlak bij deze plek neerstortte. Hierbij kwamen drie van de zeven bemanningsleden om het leven. Deze plaquette wordt ook wel Monument voor Britse Vliegers genoemd.
De brug ligt driehonderd meter ten noorden van de Kop van Voorst, de landtong tussen het Zwolle-IJsselkanaal en het Zwarte water. De naam van de brug verwijst naar het voormalige landgoed Twistvliet, waarvan alleen rijen forse bomen op de Kop van Voorst nog herkenbaar zijn. Tussen 1825 en 1830 bouwde de familie Van Eindhoven hier houtzaagmolens. 